# 体裁
| ウィキペディアには「体裁」という見出しの百科事典記事はありません（タイトルに「体裁」を含むページの一覧/「体裁」で始まるページの一覧）。 代わりにウィクショナリーのページ「体裁」が役に立つかもしれません。 |